# 바두 은디아예
파파 알리운 은디아예(Papa Alioune Ndiaye, 1990년 10월 27일 ~ )는 흔히 바두 은디아예라는 이름으로 잘 알려진 세네갈의 축구 선수이다. 포지션은 미드필더이며 현재 쉬페르리그의 아다나 데미르스포르 소속이다.